# Al-'Alaq
Al-'Alaq (arabe : سُورَةُ ٱلْعَلَقِ, français : L’Adhérence) est le nom traditionnellement donné à la 96e sourate du Coran, le livre sacré de l'islam. Elle comporte 19 versets. Rédigée en arabe comme l'ensemble de l'œuvre religieuse, elle fut proclamée, selon la tradition musulmane, durant la période mecquoise. 

## Origine du nom
Bien que le titre ne fasse pas directement partie du texte coranique, la tradition musulmane a donné comme nom à cette sourate L’Adhérence, en référence au contenu du deuxième verset : « 2. (Il a) créé l'homme d'une adhérence. ».

## Historique
Il n'existe à ce jour pas de sources ou documents historiques permettant de s'assurer de l'ordre chronologique des sourates du Coran. Néanmoins selon une chronologie musulmane attribuée à Ǧaʿfar al-Ṣādiq (VIIIe siècle) et largement diffusée en 1924 sous l’autorité d'al-Azhar,, cette sourate occupe la 1ère place. Elle aurait été proclamée pendant la période mecquoise, c'est-à-dire schématiquement durant la première partie de l'histoire de Mahomet avant de quitter La Mecque. Contestée dès le XIXe par des recherches universitaires, cette chronologie a été revue par Nöldeke,, pour qui cette sourate est la 1er.
Les sourates de la fin du Coran sont généralement considérées comme appartenant aux plus anciennes. Elles se caractérisent par des particularités propres. Elles sont brèves, semblent issues de proclamations oraculaires (ce qui ne signifie pas, pour autant, qu’elles en sont des enregistrements), elles contiennent de nombreux hapax...
Pour Nöldeke et Schwally, la quasi-totalité des sourates 69 à 114 sont de la première période mecquoise. Neuwirth les classe en quatre groupes supposés être chronologiques. Bien que reconnaissant leur ancienneté, certains auteurs refusent de les qualifier de « mecquoise », car cela présuppose un contexte et une version de la genèse du corpus coranique qui n’est pas tranchée. Cette approche est spéculative.
En effet, ces textes ne sont pas une simple transcription sténographique de proclamation mais sont des textes écrits, souvent opaques, possédant des strates de composition et des réécritures. Cela n’empêche pas ces sourates de fournir des éléments contextuels (comme l’attente d’une Fin des Temps imminente chez les partisans de Mahomet). Ces textes sont marqués par une forme de piété tributaire du christianisme oriental.
Suivant l'avis majoritaire des exégètes musulmans, beaucoup d’islamologues considèrent que les versets 1-5 sont parmi les plus anciens. Il est à remarquer néanmoins que les traditions sont loin d’être unanimes. Ainsi, à la question des premiers versets « révélés », cette réponse des cinq premiers versets de la sourate Al-'Alaq n’est qu’une parmi d’autres, pas plus plausible, qui a fini par s’imposer. Elle repose sur l’interprétation des premiers versets en tant qu'ordre que Mahomet reçoit de la part de l'archange Gabriel (dénommé Jibrīl par la tradition islamique), à savoir celui de proclamer le Coran, interprétation qui n’est en rien obligatoire. Comprise comme un appel à prier, cette sourate acquiert alors une cohérence qu’elle n’a pas dans les récits traditionnels.

## Interprétations

### La sourate
Si la tradition islamique divise cette sourate en deux parties, son étude philologique permet de reconnaître trois parties, les versets 6-8 étant l'unité centrale. Pour Cuypers, la sourate est à rapprocher de la forme des psaumes invitatoires et particulièrement du Psaume 95 construit sur le même modèle (impératif initial, évocation de la Création, de l'Homme...). Une similitude existe entre les versets « Entrez, courbons-nous, prosternons-nous » (Ps 95:6) et « approchons de sa face en rendant grâces » (Ps 95:2) avec le verset coranique « Prosterne-toi et approche-toi » (Q 96:19).
La fin de la sourate possède un hapax, le terme zabāniyya qui désigne le nom des gardiens du Ǧahannam. Ce terme pourrait provenir du terme "refouler", "pousser". En effet, la tradition islamique reconnaît dix-neuf anges chargés de garder les Enfers. Jeffery l'associe aux dbhūrē d'Éphrem le Syriaque, qui sont des anges menant les défunts au Jugement. Pour autant, sa forme s'explique mal. G. Lüling propose d'y reconnaître "la reprise de rabbaniyya provenant de l’araméen rabbouni (Seigneur)", terme utilisé dans la Bible pour désigner Jésus.
Younes remarque que les interprétations traditionnelles doivent être retraduites pour plusieurs versets de cette sourate.

### Le verset 1: Lis!
Le premier verset de cette sourate est l'un des plus célèbres du Coran : « Lis (ou « proclame ») au Nom de ton Seigneur ! » et évoquerait, selon la tradition musulmane, la mission prophétique de Mahomet, à savoir l'ordre de proclamer le Coran. Il pourrait désigner en particulier, pour Hilali, les verset 6-19. La forme verbale est pour U. Rubin et A.-L. de Prémare, « calque d'un verbe hébreu, signifiant : « Appelle », « Invoque le
Nom de ton Seigneur ». ». Ce verset était donc originellement un appel à la prière et est, pour certains chercheurs, une formule biblique.
La seconde partie de la sourate évoque cet aspect jusqu'en son dernier mot iqtarib (« rapproche-toi [de Dieu] »). Celui-ci est un renvoi phonétique du premier mot, ce qui suggère un « rapport sémantique ». Pour Cuypers et Gobillot : « La structure du texte confirme ici parfaitement les conclusions de la philologie, et appellerait à revoir la traduction d'un des versets les plus célèbres du Coran. »
Dye utilise la traduction de ce verset comme élément révélateur permettant de classer les traductions coraniques entre les traductions scientifiques (qui traduisent par "Invoque") et les traductions "trop tributaires de la tradition musulmane".
Ce verset est absent des anciennes inscriptions épigraphiques. Pour Imbert, cela peut s'expliquer par le peu d'importance qu'avait ce verset pour les premiers musulmans, l’intérêt pour celui-ci ne serait alors apparu que plus tardivement.